# Scaptomyza longipennis
Scaptomyza longipennis är en tvåvingeart som beskrevs av Seguy 1938. Scaptomyza longipennis ingår i släktet Scaptomyza och familjen daggflugor.
Artens utbredningsområde är Kenya. Inga underarter finns listade i Catalogue of Life.